# Щоденник для Стелли
Щоденник для Стелли — збірка листів Джонатана Свіфта, вперше частково опублікований посмертно в 1766 році.
Письменник і сатирик Джонатан Свіфт (1667–1745) був деканом собору Святого Патріка в Дубліні з 1713 року до своєї смерті. Він був захоплений боротьбою з соціальною несправедливістю в суспільстві. Він також отримав репутацію найбільшого сатирика англійської мови завдяки своєму найвідомішому твору «Мандри Гуллівера».

## Твір
«Щоденник..» складається з 65 щоденникових листів до подруги Свіфта Естер Джонсон (1681-1728), яку він називав «Стелла» і з якою, за деякими даними, був таємно одружений, хоча доказів цього не знайдено. Листи були написані з різних місць Англії між 1710 і 1713 роками та адресовані Стеллі, хоча деякі адресовані її супутниці Ребекке Дінглі. Листи дають надзвичайне уявлення про досвід Свіфта в Лондоні в найбільш політично активні та захоплюючі роки його кар’єри та документують його стосунки з двома жінками, що розвивалися. На думку деяких літературознавців, щоденник — це, перш за все, дуже особистий документ для Стелли. Ніде більше Свіфт не писав про себе так вільно, як у цих листах до Естер Джонсон, і навряд чи десь він висловлювався так повно. 
Серед згадок про сучасників Свіфта в його щоденнику є Елізабет Жермен (1680–1769), аристократка та колекціонерка антикваріату. Також згадується Сент-Джордж Еш, єпископ Клогера, старий друг, який, за деякими даними, таємно одружив Свіфта на Стеллі у 1716 році.

## Напис у соборі Святого Патріка

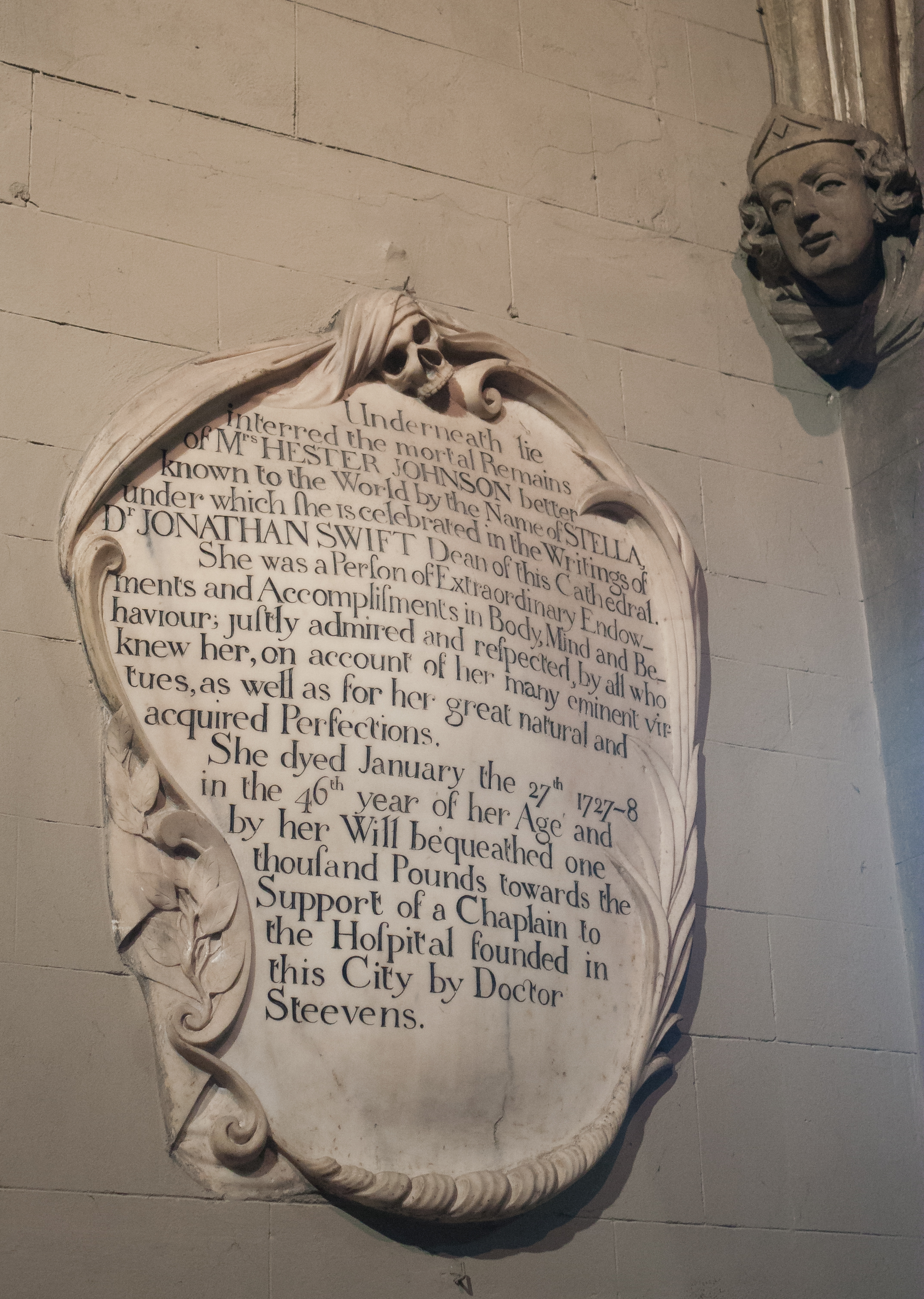

На картуші в стилі рококо, присвяченому Гестер (Естер) Джонсон, у південному проході собору Святого Патрика є такий напис:
Тут спочивають тлінні останки пані Естер Джонсон, більш відомої світові під ім'ям Стелла, під яким вона згадується у працях доктора Джонатана Свіфта, декана цього собору. Вона була Людиною надзвичайних обдарувань і досягнень у тілі, розумі і поведінці; всі, хто її знав, справедливо захоплювалися і поважали її за багато видатних чеснот, а також за її велику природну і набуту досконалість. Вона померла 27 січня 1727-8 року на 46-му році життя і заповіла тисячу фунтів стерлінгів на утримання капелана в лікарні, заснованій в цьому місті доктором Стівенсом.